# Barrage de Gülüç
Pour les articles homonymes, voir Gülüç.
Le barrage de Gülüç est un barrage de Turquie. La rivière de Gülüç (Gülüç Çayı) se jette dans la mer Noire au sud d'Ereğli près de la ville de Gülüç. Il est situé en aval du barrage de Kızılcapınar.

## Sources
- (en) www.dsi.gov.tr/tricold/guluc.htm Site de l'agence gouvernementale turque des travaux hydrauliques